# 漫畫台灣年史
《漫畫台灣年史》是台灣日治時期的在臺日本漫畫家國島水馬所畫的漫畫。最先於1931年1月17日出版發售，1940年在臺灣各地巡迴展出，之後前衛出版社於2000年推出加入臺灣史學者戴寶村解說的復刻版。本作是目前已知最早的臺灣歷史漫畫，內容是1895年～1945年的臺灣大事紀。

## 製作與展出
作品以鳥羽繪手法，約略每年一幅手繪彩色圖在絲絹上，最後再依照年代順序裝幀而成。每一幅畫包含該年臺灣的大事紀，畫面中填滿中日夾雜的文字，不同於現今簡短文字的漫畫風格。
本作最先發表於1931年1月，並於1940年1月10日於台北公會堂（現稱中山堂）展出，之後在屏東、高雄、台南、嘉義、台中、新竹、基隆、宜蘭，全臺巡迴展出。現今可見的版本是從1895年到1945年間最完整的五十幅作品。

## 評價
臺灣漫畫史家洪德麟指出，在這部漫畫中所表現出的畫技不輸1930年代日本漫畫家清水崑、近藤日出造等人。。
臺灣藝術家謝里法認為，作者國島水馬以殖民者角度看臺灣史，對重大事件的選擇有其特定條件，故觀點不一定被現今臺灣史學家認同，但仍然是件見證臺灣歷史的美術作品。

## 出版訊息
《漫畫台灣年史》 前衛出版社 ISBN 978-957-801-227-1